# 马里兰大学孔子学院
马里兰大学孔子学院，是2004年11月17日美国马里兰大学与中国南开大学签署协议合作在马里兰大学建立北美洲第一家孔子学院，2020年成為美國關閉孔子學院之一。